# 劉暹
刘暹（?—?），字士昭，唐朝曹州南华（今山东省东明县）人，新井令劉恭（字伯寅）之孙，武功丞刘知晦（字仲昌）之子，唐代宗宰相刘晏之兄。

## 生平
刘暹担任汾州刺史。嫉恶如仇，所至数州，以端方正直被观察使所畏。唐德宗建中末年，召为御史大夫。宰相卢杞害怕刘暹为官严厉，于是推荐前河南尹于颀担任御史大夫，因为于颀柔佞易制。刘暹官至杭州刺史、潮州刺史。刘暹孙刘潼，字子固。

## 子孙
- 劉談經，字辨之，大理評事
  - 劉濛，字潤之，大理卿
    - 劉墀，河中少尹
    - 劉埴，字秉中，兵部、吏部郎中
      - 劉顗
      - 劉潁，著作郎
      - 劉拱
      - 劉技，字士能，檢校戶部員外郎
        - 劉文滔，泉州觀察推官
        - 劉文濟，字霸源，吏部郎中
        - 劉文澤，武連令

      - 劉徵，字休祥，藍田尉、直史館
      - 劉武庫
      - 劉揆，長水尉

    - 劉圻，字唐叟，宣武節度判官
      - 劉首孫，江陽令
      - 劉弄璋

    - 劉垣

  - 劉渙字濟川，芮城尉
  - 劉珝字子美，大理評事
    - 劉墠，陳留令

  - 劉汪
    - 劉壇
- 劉通經，字仲達，奉天尉
- 劉全經，字仲博，清河尉
  - 劉貴，字寶卿，王屋尉
    - 劉垍
    - 劉弘夫
    - 劉鵬夫
    - 劉顏夫
- 劉瞻經，字仲豐
- 劉遵經，字仲常，太常寺太祝
  - 劉天養
- 劉志經，字仲修，雅州刺史
  - 劉灌，字禮先，華州司馬
    - 劉紀，大理評事
    - 劉寔，西河令
    - 劉詳，金州防禦判官
      - 劉紹
      - 劉董
      - 劉阿尹，渠江令
      - 劉阿更

    - 劉從方，朗山令
    - 劉紘，商南令
    - 劉縕，渠江令
      - 劉三象

    - 劉綰
    - 劉頻

  - 劉洙，字教先，好畤尉
    - 劉庚子

  - 劉潼，字子固，河東節度使
    - 劉紓

  - 劉隄